# Pierre-Antoine Vacheron
Pierre-Antoine Vacheron, né le 15 novembre 1965, est un spécialiste des paiements par les entreprises, directeur général de Worldline à partir de mars 2025.

## Biographie
Il étudie le commerce à l'Université Paris-Panthéon-Assas de 1984 à 1988, puis poursuit ses études à Sciences Po Paris en 1989 et enfin à l'ENA de 1992 à 1994.
En 1994, il commence une carrière administrative à la Direction générale du Trésor, où il s'occupe de contrôle d'entreprises publiques françaises agissant dans le domaine financier. Il participe à la privatisation de AGF et du GAN.
En 1998, il entre à Airbus où il devient responsable des fusions-acquisitions puis secrétaire général adjoint du groupe. Il passe brièvement aux Chantiers de l'Atlantique en 2005-2006, puis à ETAM comme directeur financier de 2006 à 2009.
En 2009, il entre à Ingenico où il reste huit années. Il s'occupe de la direction administrative et financière, puis de la transition des activités d'Ingenico vers les services de paiement pour le commerce électronique. Il est responsable du rachat de Ogone et de GlobalCollect.
Fin 2017, il est recruté par Natixis pour s'y occuper des paiements. Il rachète des startups innovantes de la fintech dont il organise les solutions avec celles d'Oney, rachetée par Natixis à Auchan en février 2019. Il y reste plus de quatre années, puis obtient un poste au siège du groupe BPCE.
Il est nommé directeur général de Wordline à compter du 1er mars 2025 en remplacement de Marc-Henri Desportes qui était dirigeant par intérim depuis septembre 2024,.